# لارسن تومسون
لارسن تومسون (بالإنجليزية: Larsen Thompson)‏ هي ممثلة أمريكية، ولدت في 19 نوفمبر 2000 في ثاوزند أوكس في الولايات المتحدة.

## وصلات خارجية
- الموقع الرسمي
- لارسن تومسون على موقع IMDb (الإنجليزية)
- لارسن تومسون على موقع قاعدة بيانات الفيلم (الإنجليزية)